# Bézenet
Bézenet – miejscowość i gmina we Francji, w regionie Owernia-Rodan-Alpy, w departamencie Allier.
Według danych na rok 1990 gminę zamieszkiwały 922 osoby, a gęstość zaludnienia wynosiła 93 osoby/km². W styczniu 2015 r. Bézenet zamieszkiwało 1014 osób, przy gęstości zaludnienia wynoszącej 102,3 osób/km².